# Mushi Production

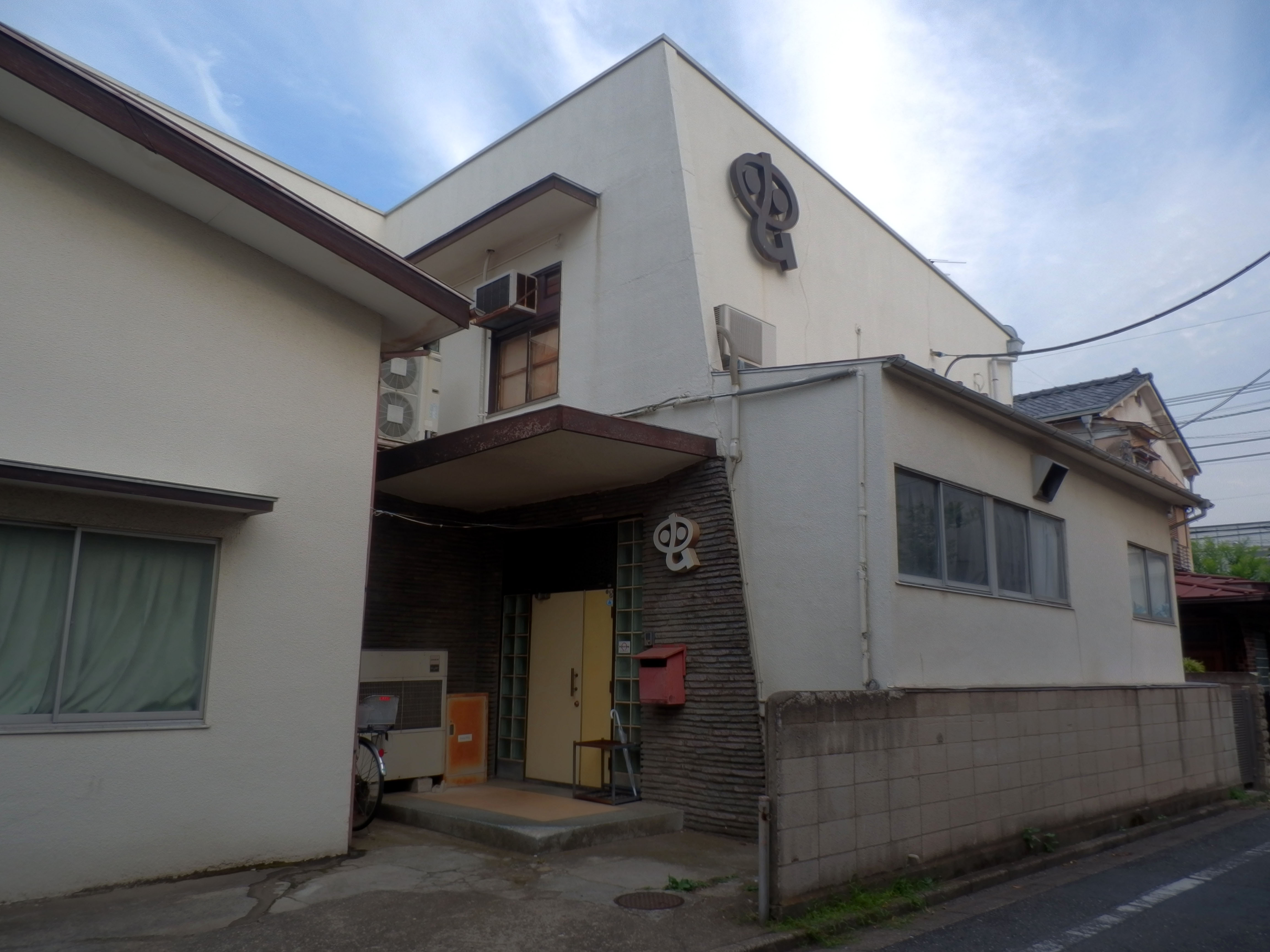
Studion, juli 2013

Mushi Production är ett produktionsbolag från Japan som producerar olika typer av anime-tv-serier. Osamu Tezuka grundade bolaget men lämnade verksamheten under 1970-talet. Bolagets storhetstid tog slut 1977 efter fyra år av förhandlingar om konkurs. Idag släpper bolaget fortfarande en och annan titel men under ny ledning och personal.